# Oplany
Oplany település Csehországban, a Kelet-prágai járásban. Oplany Černé Voděrady, Stříbrná Skalice, Výžerky és Konojedy településekkel határos. Lakosainak száma 112 fő (2024. január 1.).

## Népesség
A település lakosságának változását az alábbi diagram mutatja:
| Lakosok száma | 372  | 416  | 335  | 182  | 104  | 61   | 106  | 110  | 105  | 112  |
|               | 1869 | 1890 | 1921 | 1950 | 1980 | 2001 | 2017 | 2019 | 2022 | 2024 |